# Carlos Martín Domínguez
Carlos Martín Domínguez (Madrid, 22 de abril de 2002) es un futbolista español que juega como delantero en el Atlético de Madrid de la Primera División de España.

## Trayectoria
Carlos se unió a la cantera del Atlético de Madrid en 2008, y acabó entrenando con el primer equipo a mediados de 2021 siendo ya jugador del filial y después de ir escalando categorías en las inferiores colchoneras. Logró debutar profesionalmente con el Atlético el 20 de noviembre de ese mismo año, cuando entró como suplente en el minuto 85 en una victoria frente al C. A. Osasuna en LaLiga.
Jugó otros cuatro partidos con el primer equipo antes de ser cedido al C. D. Mirandés en agosto de 2023 para competir en la Segunda División. En esta categoría marcó quince goles en cuarenta encuentros y, en su regreso a Madrid, renovó hasta 2029 y pasó a ser miembro del primer equipo. Pese a ello, volvió a ser prestado, esta vez a un Deportivo Alavés con el disputó 27 partidos en los que vio puerta en dos ocasiones y dio dos asistencias.

## Clubes
| Club                      | País   | Año       |
| ------------------------- | ------ | --------- |
| Atlético de Madrid "B"    | España | 2021-2024 |
| C. D. Mirandés (cedido)   | España | 2023-2024 |
| Atlético de Madrid        | España | 2024-     |
| Deportivo Alavés (cedido) | España | 2024-2025 |